# Lettopalena
Lettopalena – miejscowość i gmina we Włoszech, w regionie Abruzja, w prowincji Chieti.
Według danych na rok 2004 gminę zamieszkiwało 409 osób, 20,4 os./km².